# Maria Eagle
Maria Eagle, née le 17 février 1961 à Bridlington, est une femme politique britannique du parti travailliste qui est députée pour Garston et Halewood, précédemment Liverpool Garston, depuis 1997.
Elle est ministre d'État au ministère de la Justice et au ministère des égalités de Gordon Brown. Elle est auparavant ministre junior au ministère du Travail et des Pensions, au ministère de l'Éducation et des Compétences et au bureau de l'Irlande du Nord. 
Après les élections générales de 2010, Eagle est devenue procureur général de l'ombre pour l'Angleterre et le Pays de Galles. Elle sert dans les cabinets fantômes d'Ed Miliband et Jeremy Corbyn en tant que secrétaire d'État fantôme aux transports, secrétaire d'État fantôme à l'environnement, à l'alimentation et aux affaires rurales, secrétaire d'État fantôme à la Défense et enfin secrétaire d'État fantôme à la culture, aux médias et aux sports. Elle  démissionne du cabinet fantôme en juin 2016. Eagle est la sœur jumelle de la députée travailliste Angela Eagle. 

## Jeunesse et carrière
Elle est née à Bridlington, Yorkshire de l'Est, la fille de Shirley Kirk, une ouvrière d'usine, et d'André Eagle, un ouvrier d'imprimerie ,. Elle fait ses études à la St Peter's Church of England School à Formby et à Formby High School avant de fréquenter le Pembroke College, Oxford, où elle obtient un baccalauréat ès arts en philosophie, politique et économie en 1983 . 
Eagle travaille dans le secteur bénévole de 1983 à 1990, puis est allée au College of Law de Londres, où elle obtient un diplôme en droit en 1990, avant de rejoindre Brian Thompson & Partners à Liverpool en tant que stagiaire en 1990. En 1992, elle est avocate chez Goldsmith Williams à Liverpool, et plus tard avocate chez Stephen Irving & Co également à Liverpool, où elle reste jusqu'à son élection à Westminster . 

## Carrière politique
Après avoir rejoint le Parti travailliste, elle est élue secrétaire du Parti travailliste de la circonscription de Crosby (CLP) pendant deux ans en 1983, et directrice de campagnes avec ce CLP pendant trois ans en 1993 . Elle se présente à Crosby aux élections générales de 1992  où elle perd face au député conservateur sortant, Malcolm Thornton par 14 806 voix . 
Avant les élections générales de 1997, elle est sélectionnée sur une liste restreinte de femmes pour se présenter à Garston, Merseyside ,. Elle est élue à la Chambre des communes avec une majorité de 18 417 voix et reste députée, maintenant pour Garston et Halewood, à la suite d'un redécoupage en 2010 . 
Elle prononce son premier discours le 17 juin 1997. Elle est devenue membre du Comité des comptes publics et, en 1999, elle est nommée Secrétaire parlementaire privé du ministre d'État au ministère de la Santé, John Hutton. Sa proposition d'interdiction de l'élevage de la fourrure de vison est rejetée en tant que projet de loi d'initiative parlementaire, mais est ensuite repris par le gouvernement et promulguée en tant que loi de 2000 sur l'interdiction de l'élevage de fourrure . 

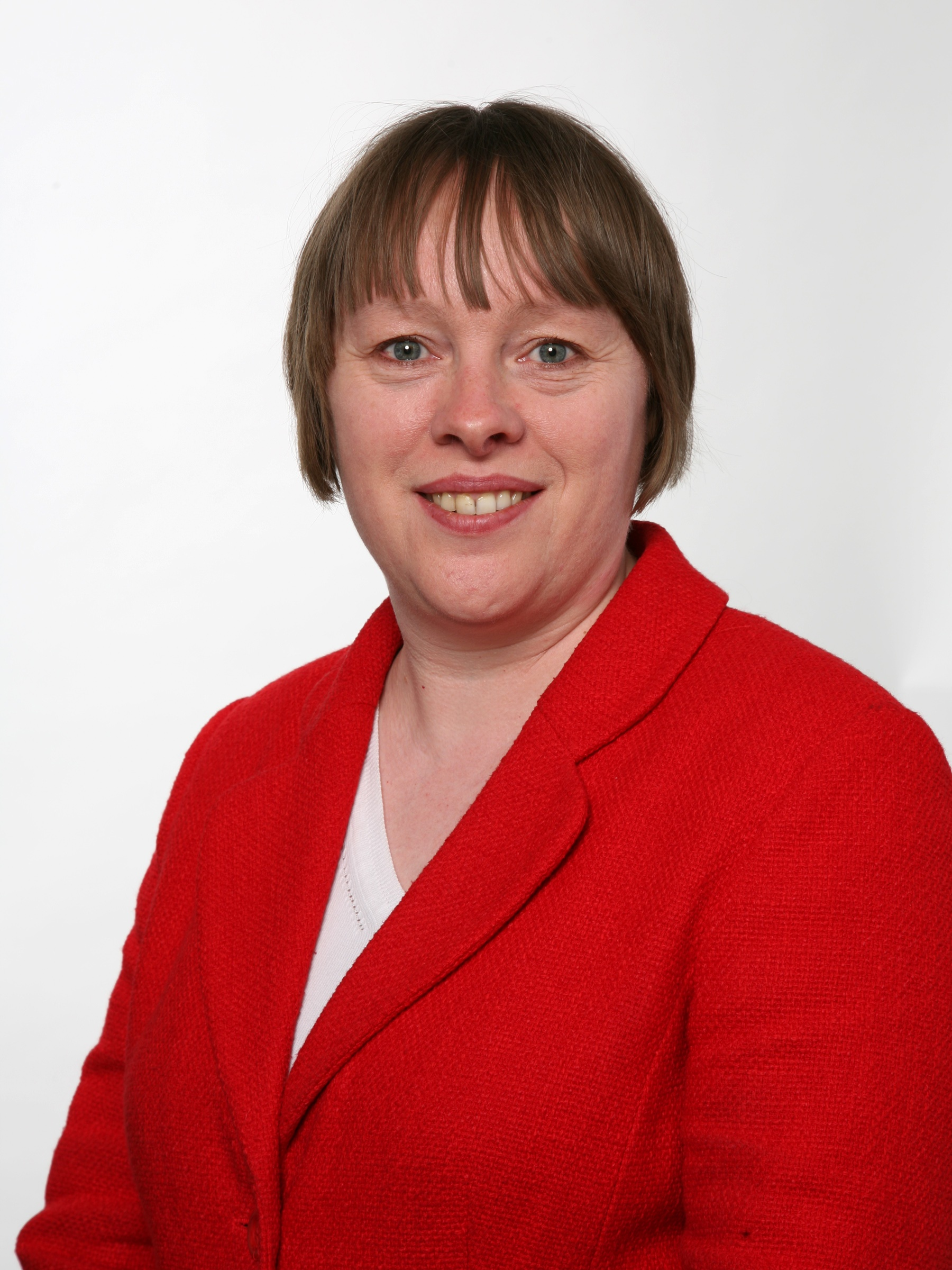
Eagle en tant que ministre du gouvernement

Elle est promue au gouvernement de Tony Blair après les élections générales de 2001 en tant que sous-secrétaire d'État parlementaire au ministère du Travail et des Pensions. Après les élections générales de 2005, elle est ministre de l'enfance au ministère de l'Éducation et des Compétences, jusqu'à ce que le remaniement de mai 2006 la déplace au ministère de l'Irlande du Nord, où elle est ministre de l'Emploi et de l'Apprentissage. Elle est transférée au ministère de la Justice lorsque Gordon Brown devient Premier ministre en juin 2007. En septembre 2008, elle est nommée pour Stonewall Politician of the Year pour son travail en faveur de l'égalité pour les personnes lesbiennes, gays et bisexuelles . Dans le cadre du remaniement gouvernemental d'octobre 2008, elle prend une responsabilité supplémentaire pour l'égalité. Lors du remaniement de juin 2009, elle est promue ministre d'État .   
Après que le parti travailliste ait perdu les élections générales de 2010, Eagle assure l'intérim de la dirigeante travailliste Harriet Harman en tant que procureur général fantôme pour l'Angleterre et le Pays de Galles et ministre de la Justice fantôme . En octobre 2010, elle entre au cabinet fantôme du nouveau chef du parti travailliste Ed Miliband en tant que secrétaire d'État fantôme aux transports. En février 2013, elle vote en faveur de l'égalité du mariage en Grande-Bretagne . 
Elle est nommée secrétaire d'État fantôme à la Défense en septembre 2015 par le leader travailliste nouvellement élu Jeremy Corbyn ,. Elle se déclare surprise par sa nomination car elle est en désaccord avec la position de Corbyn pour un désarmement nucléaire unilatéral et soutient le renouvellement du système d'armes nucléaires Trident . 
En janvier 2016, elle est secrétaire d'État fantôme pour la culture, les médias et les sports . Elle démissionne du cabinet fantôme le 27 juin 2016 lors de la démission massive du cabinet fantôme à la suite du référendum sur le Brexit . Elle soutient Owen Smith dans la tentative ratée de remplacer Jeremy Corbyn lors des élections à la direction du Parti travailliste de 2016 . 
Elle est réélue aux élections générales de 2017 et 2019 ,. Elle est réélue en 2024 et devient Ministre d'Etat aux équipements de Défense dans le gouvernement Starmer, le 8 juillet 2024.

## Vie privée
Après son élection initiale, Eagle rejoint sa sœur jumelle Angela au Parlement. Maria se décrit comme "hétéro", tandis qu'Angela est lesbienne . 

## Publications
- Heure haute ou marée haute pour les travailleuses? par Maria Eagle et Joni Lovenduski, 1998, Fabian Society Books,  (ISBN 0-7163-0585-2)   , (OCLC 39267019)